# 張紹成
張紹成（チョウ ショウセイ、1962年12月12日 - ）は、中国・北京出身の京劇俳優、演出家、中国武術家、気功養生家。
10歳で中国戯曲学院に入校し、京劇の重鎮である王金璐の弟子となる。卒業後は中国京劇院の主役俳優を務め、在籍中に京劇映画やカンフー映画にも多数出演。

現在では養成されることのなくなった女形の技芸も堪能であり、地声と美しい裏声の両方を自由に使いこなす珍しい喉を持ち、文劇、武劇の両方に優れた俳優である。

一方、幼少より武術家の祖父の教えを受け、中国武術（形意拳）を始め、その後、拳聖・王郷斎が設立した中国現代実戦拳学「意拳(大成拳）」に出逢い、養生と拳学の哲理の研究と実践を重ねる。また、中国伝統文化の原点にたどりつくため、道教気功名人の王中平及び仏教気功の陳琳峰の指導を受けるとともに、陰陽学説を学び気功の理論と技術を身につける。

1990年に来日し、本格的な京劇公演からワークショップ、ディナーショー、カンフーショー、ならびに気功養生、太極拳、武術講演会、各種文化教室など、日中文化交流の為の中国文化芸術のイベントを企画し提供している。

## 主な経歴
- 三代目市川猿之助スーパー歌舞伎合同公演『リューオー』出演（1989年）
- 二代目 市村萬次郎『外国人のための歌舞伎教室・京劇と歌舞伎の比較公演』出演（1995年）
- 松任谷由実 '98ツアー京劇風舞踊振り付け指導（1998年）
- 『たけしの誰でもピカソ』出演（1999年、テレビ東京）
- 『ハイビジョンときめきワイド』出演（1999年、NHK-BS）
- ドラマ『隣人の肖像』周恩来京劇動作振付・指導（1999年、テレビ東京）
- 『Japan this week』出演（2000年、NHK-BS）
- 『山川静夫の華麗なる招待席』出演（2001年、NHK-BS）
- BSふれあいホール『舞台への扉』ゲスト出演（2005年、NHK-BS）
- 『京劇エンターテインメント悟空』主演・プロデュース（2005年、読売新聞東京本社・東京労音）
- 『ミュージカル フレンドシップ〜友情』ゲスト出演（2006年、2007年）
- 日中国交正常化35周年記念公演「覇王別姫」出演（2007年）